# Glock 19
Glock 19 je poloautomatická samonabíjecí pistole v ráži 9 mm Luger vyráběná firmou Glock od roku 1988.
Jde o pistoli střední velikosti označovanou jako kompakt. Větší pistole téže ráže má označení Glock 17, menší pistole, určená ke skrytému nošení se jmenuje Glock 26.

## Základní údaje
- Délka závěru 	174 mm
- Výška 	127 mm
- Šířka 	30 mm
- Délka hlavně 	102 mm
- Vzdálenost mezi mířidly 	153 mm (19C – 159 mm)
- Délka závitu hlavně 	250 mm
- Profil hlavně 	šestiboký profil s pravotočivým závitem
- Hmotnost bez zásobníku 	595 g
- Hmotnost zásobníku (standard) 	70 g
- Hmotnost plného zásobníku (standard) 	255 g

## Varianty
- Glock 19 – základní model
- Glock 19 C – varianta s úsťovým kompenzátorem
- Glock 19 olive – varianta s černým závěrem a olive rámem
- Glock 19 s hlavní se závitem – varianta s hlavní se závitem pro montáž příslušenství